# Diário do Alentejo
O Diário do Alentejo é um jornal regional publicado em Beja. O jornal foi fundado a 1 de junho de 1932, e trata-se do único jornal público do país, sendo detida pela Comunidade Intermunicipal do Baixo Alentejo.